# ويلهلم ماير
ويلهلم ماير (بالألمانية: Wilhelm Meyer )‏ (و. 1867 – 1929 م) هو محامي، من ألمانيا، ولد في سيلي، توفي في هانوفر، عن عمر يناهز 62 عاماً.

## مناصب
تولى منصب عضو مجلس النواب الألماني للإمبراطورية الألمانية.